# 福克蘭鎮區 (北卡羅萊納州皮特縣)
福克蘭鎮區（英語：Falkland Township）是位於美國北卡羅萊納州皮特縣的一個鎮區。

## 地方資料
福克蘭鎮區的面積為109.81平方千米，皆為陸地。根據2020年美國人口普查的數據，當地共有人口3684人，而人口密度為每平方千米33.55人。